# Kabinet-Pisas II
Het kabinet-Pisas II was het tiende Curaçaos kabinet sinds de ontmanteling van de Nederlandse Antillen op 10 oktober 2010. Het bestond uit een coalitie van de Movementu Futuro Kòrsou (MFK) en de Partido Nashonal di Pueblo (PNP).
Het kabinet stond onder leiding van minister-president Gilmar Pisas en werd beëdigd op 14 juni 2021 door de gouverneur van Curaçao, als opvolger van het kabinet-Rhuggenaath.
De partijen MFK en PNP, samen goed voor 13 van de 21 zetels, tekenden binnen een week na de uitslag van de verkiezingen op 19 maart 2021 akkoorden tot samenwerken en over verdeling van ministersposten. Op 30 april werd het regeerakkoord getekend. In het formatieproces werden op voordracht van Pisas oud-minister Rutsel Martha en advocaat Chester Peterson aangesteld als informateur. Omdat Martha niet woonachtig was in Curaçao, werd Peterson alleen aangesteld als formateur. In de formatie-opdracht werd hij verzocht speciale aandacht te besteden aan armoedebestrijding, herstel van de overheidsfinanciën, economische ontwikkeling, aanpak van de achterstanden in het onderwijs, herstel van de infrastructuur, verbeteren van de gezondheidszorg en aanpak van de criminaliteit.

## Samenstelling
Het kabinet trad aan met zeven ministers en twee vacatures. De posten van minister van Justitie en minister van Economische Ontwikkeling werden voorlopig waargenomen nadat gebleken was dat de naar voor geschoven kandidaten, Eduard Braam en Ramon Chong, niet ministeriabel waren vanwege een strafblad. Op 22 september 2021 werd Ruisandro Cijntje beëdigd als minister van Economische Ontwikkeling. Shalten Hato werd op 18 maart 2022 beëdigd als minister van Justitie.
Het kabinet viel op 21 augustus 2024 doordat de MFK geen vertrouwen meer had in de PNP.

### Ambtsbekleders
| Ministers / Ministerie                                  | Ambtsbekleders                      | Termijn                         | Partij               | Opmerkingen                       |
| ------------------------------------------------------- | ----------------------------------- | ------------------------------- | -------------------- | --------------------------------- |
| Minister-President, tevens minister van Algemene Zaken  | Gilmar Pisas                        | 10 juni 2021 - 9 juni 2025      | MFK                  |                                   |
| Minister van Sociale Ontwikkeling, Arbeid en Welzijn    | Ruthmilda Larmonie-Cecilia          | 10 juni 2021 - 21 augustus 2024 | PNP                  | tevens vice-premier               |
| Minister van Sociale Ontwikkeling, Arbeid en Welzijn    | Vacant                              |                                 |                      |                                   |
| Minister van Sociale Ontwikkeling, Arbeid en Welzijn    | Dayanara Chin-A-Lien-Roozendal      | 24 januari 2025 - 9 juni 2025   | genomineerd door KEM |                                   |
| Minister van Justitie                                   | Gilmar Pisas                        | interim                         | MFK                  |                                   |
| Minister van Justitie                                   | Shalten Hato                        | 18 maart 2022 - 9 juni 2025     | MFK                  |                                   |
| Minister van Financiën                                  | Javier Silvania                     | 10 juni 2021 - 9 juni 2025      | MFK                  |                                   |
| Minister van Onderwijs, Wetenschap, Cultuur en Sport    | Sithree Adalbert 'Cey' van Heydoorn | 10 juni 2021 - 9 juni 2025      | MFK                  |                                   |
| Minister van Verkeer, Transport en Ruimtelijke Planning | Charles Cooper                      | 10 juni 2021 - 9 juni 2025      | MFK                  |                                   |
| Minister van Gezondheid, Milieu en Natuur               | Dorothy Pietersz-Janga              | 10 juni 2021 - 8 maart 2023     | MFK                  | functie neergelegd op verzoek MFK |
| Minister van Gezondheid, Milieu en Natuur               | Javier Silvania (interim)           | 8 maart 2023 - 9 juni 2025      | MFK                  |                                   |
| Minister van Bestuur, Planning en Dienstverlening       | Ornelio (Kid) Martina               | 10 juni 2021 - 9 juni 2025      | PNP                  |                                   |
| Minister van Economische Ontwikkeling                   | Ruisandro Cijntje                   | 22 september 2021 - 9 juni 2025 | PNP                  |                                   |
| Gevolmachtigd minister                                  | Ambtsbekleders                      | Termijn                         | Partij               | Opmerkingen                       |
| Gevolmachtigd minister in Den Haag                      | Carlson Manuel                      | 10 juni 2021 - 9 juni 2025      | MFK                  |                                   |
| Plv. gevolmachtigd minister in Den Haag                 | Leonard Coffi                       | februari 2024 - 9 juni 2025     | PNP                  |                                   |
| Gevolmachtigd minister in Washington D.C.               |                                     |                                 | PNP                  |                                   |

Schotte ·
Betrian ·
Hodge ·
Asjes ·
Whiteman I ·
Whiteman II ·
Koeiman ·
Pisas I ·
Rhuggenaath ·
Pisas II ·
Pisas III